# Tschistopolje (Kaliningrad, Prawdinsk)
Tschistopolje (russisch Чистополье, deutsch Bothkeim) ist ein Ort in der russischen Oblast Kaliningrad (Gebiet Königsberg (Preußen)) und gehört zur Domnowskoje selskoje posselenije (Landgemeinde Domnowo (Domnau)) im Rajon Prawdinsk (Kreis Friedland (Ostpr.)).

## Geographische Lage
Tschistopolje liegt vier Kilometer südwestlich von Prawdinsk (Friedland) und ist über eine Stichstraße, die von der Straße Prawdinsk–Schirokoje (Schönbruch) (ehemalige deutsche Reichsstraße 142) abzweigt, zu erreichen. Eine Bahnanbindung besteht nicht mehr, seit die vor 1945 existierende Bahnstrecke von Königsberg (heute russisch: Kaliningrad) nach Heilsberg (heute polnisch: Lidzbark Warmiński) mit der Bahnstation Preußisch Wilten (russisch: Snamenskoje) außer Betrieb ist.

## Geschichte
Das früher Bothkeim genannte Gutsdorf gehörte mit seinem Ortsteil Grünwalde (russisch: Antonowo) zwischen 1874 und 1928 zum Amtsbezirk Mertensdorf (russisch: Tjomkino). Er gehörte bis 1927 zum Kreis Friedland, danach zum Landkreis Bartenstein (Ostpr.) im Regierungsbezirk Königsberg der preußischen Provinz Ostpreußen.
Im Jahre 1910 waren in Bothkeim 108 Einwohner registriert. Am 1. November 1928 gab Bothkeim seine Eigenständigkeit auf und wurde mit Grünwalde in  die Landgemeinde Deutsch Wilten (russisch: Jermakowo) eingemeindet und gehörte somit ab jetzt zum Amtsbezirk Abbarten (Prudy), der ab 4. Mai 1930 in „Amtsbezirk Deutsch Wilten“ umbenannt wurde.
Infolge des Zweiten Weltkrieges kam Bothkeim mit dem nördlichen Ostpreußen zur Sowjetunion und erhielt 1947 die russische Bezeichnung „Tschistopolje“. Bis zum Jahr 2009 war der Ort in den Poretschinski sowjet (Dorfrat Poretschje (Allenau)) und ist seither – aufgrund einer Struktur- und Verwaltungsreform – eine als „Siedlung“ (russisch: possjolok) eingestufte Ortschaft innerhalb der Domnowskoje selskoje posselenije (Landgemeinde Domnowo (Domnau)) im Rajon Prawdinsk der Oblast Kaliningrad.

## Kirche
Mit seiner fast ausnahmslos evangelischen Einwohnerschaft war Bothkeim vor 1945 in das Kirchspiel Friedland (heute russisch: Prawdinsk) eingepfarrt. Es gehörte zum gleichnamigen Kirchenkreis, später zum Kirchenkreis Bartenstein (heute polnisch: Bartoszyce) innerhalb der Kirchenprovinz Ostpreußen der Kirche der Altpreußischen Union.
Auch heute besteht der kirchliche Bezug von Tschistopolje nach Prawdinsk, dessen Kirchengemeinde nun jedoch eine Filialgemeinde der Auferstehungskirche in Kaliningrad (Königsberg) ist. Sie gehört zur Propstei Kaliningrad der Evangelisch-Lutherischen Kirche Europäisches Russland (ELKER).